# Вулкан Смірнова
Вулкан Смірнова — вулкан на острові Кунашир Великої Курильської гряди. Він був названий на честь С. С. Смирнова - відомого російського геолога і академіка. Висота його вершини - 1189 метрів. До складу даного вулкана входить стратавулкан Рура і стратавулкан Смирнова. Рура вважається головним завдяки тому, що він вищий.
Південна частина вулкана перекрита вулканічними і вулканогенно-осадовими відкладеннями. Північне підніжжя перекритий осадовими відкладеннями товщиною не менше 1000 метрів. На глибині 950 метрів розташована плоска вершина вулкана, вона перекрита горизонтально-шарувато опадами товщиною 100—150 метрів.